# Svart buskfly
Svart buskfly Amphipyra livida är en fjärilsart som beskrevs av Ignaz Schiffermüller 1775. Svart buskfly ingår i släktet Amphipyra och familjen nattflyn. Arten påträffades i Sverige första gången 2013. Inga underarter finns listade i Catalogue of Life.

## Bildgalleri

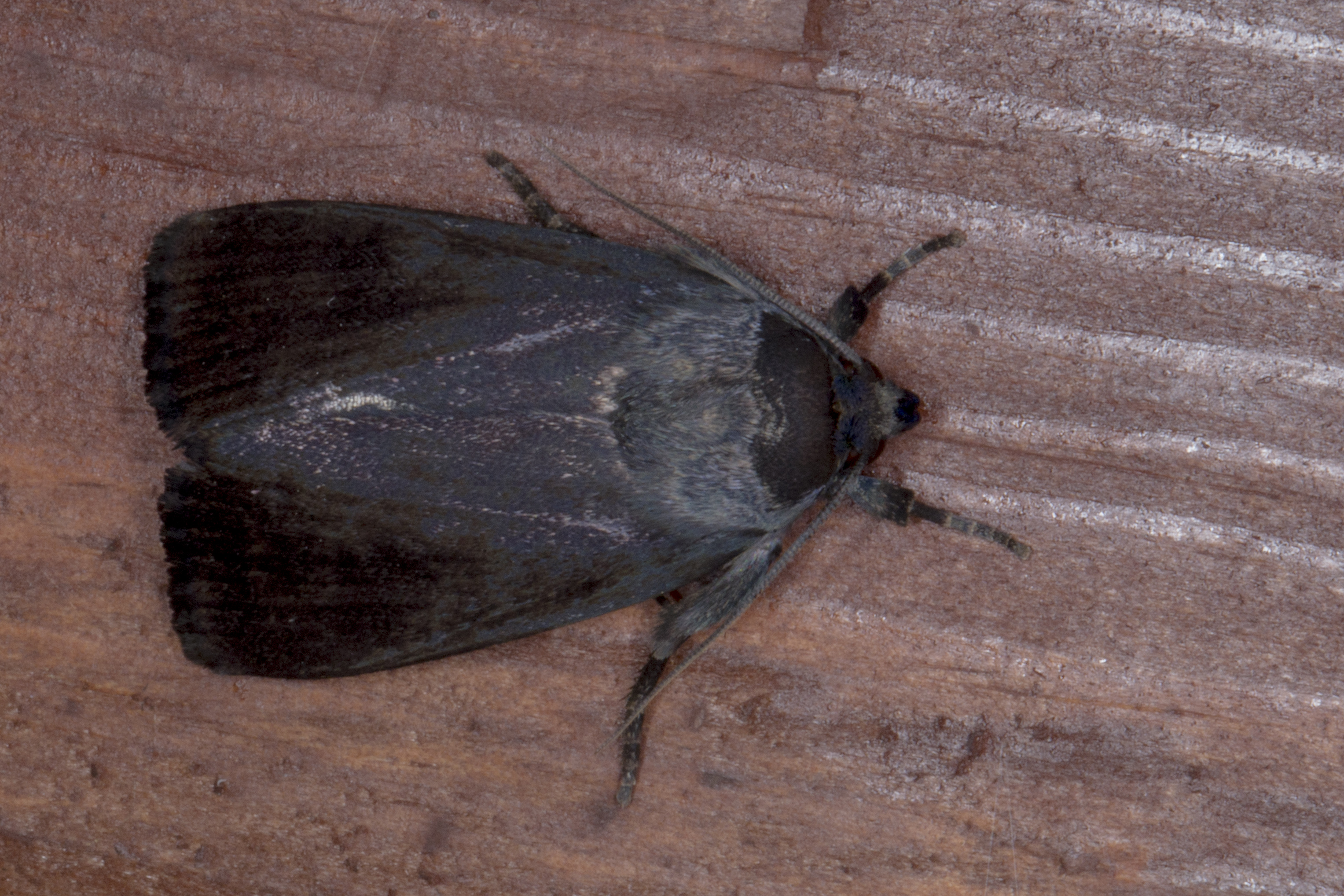